# Amtsverhältnis
Das öffentlich-rechtliche Amtsverhältnis in Deutschland ist vom Dienstverhältnis im öffentlichen Dienst (Beamte, Soldaten, Richter) abzugrenzen und wird als Oberbegriff sowohl für den besonderen rechtlichen Status von Verfassungsorganen und deren Mitgliedern (wie Bundespräsident, Mitglieder der Bundesregierung (§ 1 BMinG) oder einer Landesregierung, Richter des Bundesverfassungsgerichts, Mitglieder des Bundestages und der Landesparlamente) als auch für sonstige „öffentlich-rechtliche Amtsverhältnisse anderer Ordnung“ gebraucht. Dazu zählen:
- die parlamentarischen Staatssekretäre des Bundes (§ 1 Abs. 3 ParlStG)
- der Wehrbeauftragte des Deutschen Bundestages (§ 15 Abs. 1 Satz 1 WBeauftrG),
- der Bundesbeauftragte für den Datenschutz und die Informationsfreiheit (§ 12 Abs. 1 BDSG),
- der Bundesbeauftragte als Leitung der Stasiunterlagenbehörde (§ 35 Abs. 5 Satz 1 StUG),
- die Mitglieder des Vorstandes der Deutschen Bundesbank (§ 7 Abs. 4 Satz 1 BBankG),
- die Mitglieder des Vorstandes der Bundesagentur für Arbeit (§ 382 Abs. 2 Satz 1 SGB III),
- der Leiter der Antidiskriminierungsstelle des Bundes (§ 26 Abs. 1 Satz 2 AGG).
- die Helfer der Bundesanstalt Technisches Hilfswerk (§ 1 Abs. 3 Satz 2 THWG).

Amtsverhältnisse unterliegen vielfach speziellen Regelungen, die sie insbesondere gegenüber Beamten privilegieren.
In einem öffentlich-rechtlichen Amtsverhältnis stehende Amtsträger erhalten Amtsbezüge, gelten im Sinne des Beamtenversorgungsgesetzes als im öffentlichen Dienst beschäftigt und als Bezieher von „Verwendungseinkommen“.
Auch nach europäischem Recht gibt es Amtsträger, zum Beispiel als Mitglied des Europäischen Rechnungshofes.